# قرية العماد (شبام كوكبان)

تعديل مصدري - تعديل

قرية العماد هي إحدى قرى عزلة الأهجر بمديرية شبام كوكبان التابعة لمحافظة المحويت، بلغ تعداد سكانها 612 نسمة حسب تعداد اليمن لعام 2004.